# مارك بيرد
مارك بيرد (بالإنجليزية: Mark Beard)‏ (8 أكتوبر 1974 في المملكة المتحدة - ) هو لاعب كرة قدم بريطاني في مركز الدفاع. لعب مع ستيفيناغ بوروه وشيفيلد يونايتد ونادي ساوثيند يونايتد ونادي ميلوول ونادي كينغستونيان وUD San Pedro ‏ وإيه أف سي ويمبلدون وTooting & Mitcham United F.C. ‏ وHaywards Heath Town F.C. ‏.

## وصلات خارجية
- مارك بيرد على موقع قاعدة بيانات كرة القدم.إي يو (الإنجليزية)
- مارك بيرد على موقع Soccerbase.com (لاعب) (الإنجليزية)
- مارك بيرد على موقع عالم كرة القدم.نت (الإنجليزية)